# Долна Стрехова
Долна Стрехова (слч. Dolná Strehová) насељено је мјесто са административним статусом сеоске општине (слч. obec) у округу Вељки Кртиш, у Банскобистричком крају, Словачка Република.

## Становништво
| Година:    | 1994. | 2004.   | 2014.   | 2024.   |
| ---------- | ----- | ------- | ------- | ------- |
| Број људи: | 1050  | 1017    | 1046    | 1007    |
| Разлика:   |       | -3,14 % | +2,85 % | -3,72 % |

| Година:    | 2023. | 2024.   |
| ---------- | ----- | ------- |
| Број људи: | 995   | 1007    |
| Разлика:   |       | +1,20 % |

Према подацима о броју становника из 2011. године насеље је имало 1.045 становника.